# Dan Frazer
Dan Frazer (ur. 20 listopada 1921 w Nowym Jorku, zm. 16 grudnia 2011 w Nowym Jorku) – amerykański aktor, popularny dzięki roli kapitana Franka McNeila w serialu z lat 70. XX wieku – Kojak. Frazer zagrał ponadto gościnnie w kilkudziesięciu innych serialach. Karierę filmową rozpoczął w latach 50.

## Życiorys
Dan Frazer urodził się w dzielnicy Nowego Jorku – Hell’s Kitchen, jako jeden z dziesięciorga rodzeństwa.

### Początki
Karierę aktora rozpoczął w wieku 14 lat w Federal Theatre Project (WPA). Po występie w sztuce Three Steps Down (Trzy stopnie w dół) zaoferowano mu próbę przed kamerami w wytwórni MGM, ale na przeszkodzie stanął wybuch II wojny światowej. Służąc w amerykańskiej armii został przeniesiony do sił specjalnych, gdzie ujawniły się jego zdolności teatralne oraz reżyserskie. Aktor wznowił karierę po wojnie, wtedy też miał miejsce jego debiut na Broadwayu w sztuce Christopher Blake. Później pojawił się w odnoszącej sukces sztuce Who Was That Lady I Saw You With, Once More, With Feeling!, Goodbye Charlie, A Stone for Danny Fisher. Pod koniec lat 40. XX wieku rozpoczął również karierę telewizyjną. W serialu dokumentalnym Crusade in Europe (1949) wcielił się w postać Louiego, poruszającego się na wózku inwalidzkim żołnierza armii amerykańskiej grającego w szachy.

### Lata 50.
Aktor pojawiał się w Lux Video Theatre, a także innych serialach tego typu realizowanych w latach 50. Frazera można było także zobaczyć w odcinkach The Andy Griffith Show (odc. 13, Mayberry Goes Hollywood), Nietykalnych, a także McHale's Navy. Jeden z odcinków sitcomu Car 54, Where Are You? – Change Your Partner (odc. 4, 1961) zadecydował prawdopodobnie o jego chęci bycia aktorem telewizyjnym. Zagrał w nim komendanta Bradleya (pełnego najlepszych intencji szefa wydziału nowojorskiej policji, który zostaje wprawiony w osłupienie przez pełne sukcesu partnerstwo patrolujących ulice policjantów – Toody'ego i Muldoona). W latach 60. w amerykańskim sitcomie The Munsters, Frazer zagrał u boku nowojorskiego aktora Freda Gwynne’a odtwórcy głównej roli – Hermana Munstera.

### Lata 60. i sukces wPolnych liliach
W latach 60., w czasie występów w serialach Route 66, The F.B.I., My Favorite Martian (Mój przyjaciel Marsjanin) oraz serialach antologicznych takich jak Kraft Suspense Theatre, Frazera można było zobaczyć także na ekranach kin. Był on wśród ulubionych aktorów filmowca Ralpha Nelsona, u którego zagrał znaczące role w dwóch najlepszych obrazach reżysera – ojca Murphy’ego w Polnych liliach (1963) oraz I. Jacksona w ...tick...tick...tick... (1970), jak również w Counterpoint (1968). Z gry w Polnych liliach Frazer był najbardziej dumny, mimo że studio United Artists obawiało się o budżet, o który poprosił Nelson. Aktor wcielał się także w główne role w czarnej komedii George’a Axelroda Lord Love a Duck (1966), dwóch tytułach Woody’ego Allena – Bierz forsę i w nogi (1969) oraz Bananowy czubek (1971). Aktor pojawił się także w amerykańskiej komedii kryminalnej The Stoolie (1972), gdzie zagrał u boku rozpoczynającego filmową karierę komika Jackiego Masona.

### Lata 70. i sztandarowa rola w serialuKojak
Jego rola porucznika Byrnesa w kryminale Policjanci (1972), umożliwiła Frazerowi angaż w nadchodzącym serialu Kojak. Producenci szukali aktora do roli jednego z detektywów oddziału i przeglądając taśmy z grą Frazera w Policjantach zdecydowali, że to on będzie przyszłym Frankiem McNeil. Przez następne pięć lat, aktor pojawiał się regularnie co tydzień w roli przełożonego, a także przyjaciela Theo Kojaka, przez co stał się sławny w jego rodzinnym mieście Nowym Jorku (mimo że sam serial kręcony był niemal w całości w Hollywood). W filmach występował okazjonalnie. Pojawił się jeszcze w Kleopatrze Jones (1973) i Brawurowym porwaniu (1975), gdzie wystąpił u boku Charlesa Bronsona i Roberta Duvalla.

### Lata 80. i dalsza kariera aktora
Frazer pojawił się później jeszcze w wyprodukowanym dla telewizji filmie Kojak: The Belarus File (1985) i w latach 1989–1996 zagrał w amerykańskiej operze mydlanej As the World Turns w powracającej roli Dana McClosky'ego. W kolejnych latach, producent Dick Wolf (twórca Prawa i porządku) poprosił Frazera jako gościa-gwiazdę, w siedemdziesięciolecie jego kariery, by zagrał w serialu i jego dwóch spin-offach, w których Wolf kompletował obsadę do Prawa i porządku, Prawa i bezprawia oraz Zbrodniczego zamiaru.

## Filmografia

### Filmy
- Polne lilie (1963) jako o. Murphy
- Bierz forsę i w nogi (1969) jako psychiatra
- ...tick...tick...tick... (1970) jako Ira Jackson
- Bananowy czubek (1971) jako ksiądz
- Policjanci (1972) jako porucznik Byrnes
- Kleopatra Jones (1973) jako Crawford
- Brawurowe porwanie (1975; inny tytuł – Ucieczka z otchłani) jako agent U.S. Customs Service
- Przejrzeć Harry’ego (1997) jako ojciec Janet/postać Harry’ego

### Seriale telewizyjne
- Nietykalni (1959–63) jako Phil Olive (gościnnie)
- Waltonowie (1972–81) jako płk Henry Brunson (gościnnie)
- Kojak (1973–78) jako kapitan Frank McNeil
- Prawo i porządek (1990–2010) jako sędzia Barry McLellan (gościnnie)
- Brygada ratunkowa (1999–2005) jako emerytowany doktor (gościnnie)